# Серве, Робби
Робби Серве (нидерл. Robbie Servais, 8 марта 1976, Маастрихт, Нидерланды) — нидерландский футболист, тренер и функционер.

## Карьера
В качестве футболиста Серве выступал за коллективы из низших нидерландских лиг. Во время учебы в Маастрихтском университете он играл в местной команде под руководством Берта Ван Марвейка. Завершал свою карьеру Серве во вьетнамском «Сонглам Нгеан».
Свою тренерскую карьеру он начал в Азии, где руководил юниорской сборной Сингапура. В 2018 году специалист входил в тренерский штаб Ван Марвейка в сборной Австралии на Чемпионате мира в России. Летом 2019 года Серве возглавил сборную Брунея в квалификационных матчах к Чемпионату мира в Катаре. По сумме встреч «леопарды» уже в первом раунде уступили Монголии (0:2, 2:1) и прекратили борьбу за попадание на «мундиаль». Вскоре Серве вернулся на родину. Он работает в системе клуба МВВ Маастрихт, возглавляя его молодежный состав и является ассистентом главного тренера в основе.